# Мирский, Феликс Захарович
Феликс Захарович Мирский (1 апреля 1932, пос. Копцевичи — 14 сентября 1976, Магнитогорск) — советский футболист, хоккеист и тренер.

## Биография
Перед войной эвакуирован в Магнитогорск.
В 1948 году окончил магнитогорское училище по специальности «слесарь-ремонтник». В 1952 Магнитогорский техникум физической культуры, по специальности «тренер-преподаватель».
Основатель магнитогорской хоккейной и футбольной команд «Металлург», при «Магнитогорском металлургическом комбинате».
В 1952—56 играющий тренер хоккейной команды «Металлург», которая под его руководством дважды (1953, 1954) становилась чемпионом Челябинской области. В сезоне 1955/56 дебютировала в чемпионате СССР (класс Б).
Мирский главный тренер футбольных команд: «Металлург» (Магнитогорск; 1957—1969, 1974—76), «Звезда» (Пермь, 1970—72), «Иртыш» (Омск, 1973).
В 1969 году у Мирского начались разногласия, из-за результата команды — вылет из класса «А», с новым директором комбината Андреем Филатовым, и он ушёл. Николай Самарин забрал Мирского в Пермь и через сезон со «Звездой» выиграли повышение в первую лигу. Когда скончался директор комбината Филатов, в Магнитогорск вернулся Мирский. Он ушел из Перми в Омск и отработал год в омском «Иртыше». В 1973 году главным тренером «Металлурга», а в 1974-м году команда выиграла Кубок РСФСР. Под его руководством футбольный «Металлург» сыграл более 500 матчей в соревнованиях мастеров.
Среди его воспитанников: мастера спорта Маркин, Снегирёв и Турлыгин.
Скончался 14 сентября 1976 года. Похоронен на Правобережном кладбище Магнитогорска.

## Достижения
Футбольный тренер
- Обладатель Кубка РСФСР: 1974[2]
- Бронзовый призёр зонального этапа класс «Б» (Д2): 1959

Хоккейный тренер
- Чемпион Челябинской области (2): 1953, 1954